# Wir sind das Volk – Liebe kennt keine Grenzen
Wir sind das Volk – Liebe kennt keine Grenzen ist ein deutscher Fernseh-Zweiteiler aus dem Jahr 2008, der sich ausführlich mit dem Widerstand 1989 in der DDR beschäftigt. Unter der Regie von Thomas Berger agieren Anja Kling und Hans-Werner Meyer in den Hauptrollen.
Am 24. September 2008 feierte der Film in einer gestrafften 90 Minuten-Fassung seine Weltpremiere in Berlin.
Die TV-Erstausstrahlung des Films erfolgte am 6. und 7. Oktober 2008 auf Sat.1. Eine weitere Fassung hat 125 Minuten Laufzeit.

## Handlung
Im August 1983 unternehmen Mattis Schell und Andreas Wagner von Ostberlin aus einen waghalsigen Fluchtversuch über die Berliner Mauer. Während Andreas die Flucht gelingt, wird Mattis von Grenzsoldaten erschossen. Zurück bleiben sein Bruder Micha und seine Schwester Katja Schell, die mit Andreas befreundet ist und von ihm ein Kind erwartet, was er zum Zeitpunkt seiner Flucht noch nicht weiß.
Sechs Jahre später ist die Unzufriedenheit mit der Staatsführung der DDR, vor allem unter der jüngeren Generation, noch größer geworden. Katja hat mittlerweile einen sechsjährigen Sohn und plant mit ihm über die ungarische Grenze in die Bundesrepublik Deutschland zu fliehen. Ihr Bruder Micha will sie davon abhalten, doch sie ist fest entschlossen und kann es kaum erwarten Andreas endlich wieder zu sehen. Zusammen mit ihrem Sohn Sven versucht Katja mitten in der Nacht von Ungarn aus die österreichische Grenze zu erreichen, doch sie verlieren sich aus den Augen und der Junge ist zunächst auf sich allein gestellt. Während er es schafft nach Österreich zu kommen und sich dort einer Gruppe von Flüchtlingen anschließt, wird Katja entdeckt und gegen ihren Willen wieder zurück nach Ostberlin gebracht.
Dort formiert sich der Widerstand gegen den Staat und sein Überwachungssystem in regelmäßigen Montagsdemonstrationen, bei denen Katjas Bruder aktiv dabei ist. Zusammen mit seinem Freund Dirk Faber will er Bildmaterial von den Demos und der daraufhin einsetzenden Polizeigewalt heimlich nach Westberlin schmuggeln, wo Andreas es direkt ins Fernsehen bringt. Die Ausrüstung dazu wird heimlich über Kuriere zu ihnen gebracht, was Andreas organisiert. Sie wissen, dass sie damit im Fokus des Ministeriums für Staatssicherheit (Stasi) stehen, doch gelingt es ihnen, geschickt diese auszutricksen. Um Andreas Wagner und seine „staatsfeindliche und verleumderische“ Berichterstattung zu stoppen, kommt den Behörden Katjas misslungene Flucht sehr passend. Sie wird unmittelbar nach ihrem Eintreffen in Ostberlin ins Gewahrsam der Staatssicherheit genommen und muss allerlei Schikanen über sich ergehen lassen. Sie wird in ein Gefängnis verbracht und erhält keinerlei Auskunft, wo sich ihr Sohn befindet. Stattdessen wird sie von dem Stasi-Offizier Bert Schäfer unter Druck gesetzt. Er verspricht ihr, dass sie im Falle ihrer Bereitschaft, gegen Andreas zu arbeiten, ihr Kind wiedersehen dürfe. Trotzdem lehnt Katja eine Zusammenarbeit mit den Behörden ab. Mit quälenden Verhören, erniedrigenden Schikanen und Schlafentzug will man ihren Willen brechen. Sie wird sogar medikamentös ruhiggestellt, sobald sie zu rebellieren beginnt.
Inzwischen erhält Andreas die Mitteilung, dass sich sein Sohn Sven in einem Auffanglager befindet. Umgehend fährt er zu ihm, um ihn zu sich zu nehmen. Er erfährt jetzt auch von Katjas Inhaftierung, was seine Motivation, über die Zustände in der DDR zu berichten, noch mehr steigert. Zunächst macht ihm aber sein Verhältnis zu Sven große Probleme. Nur langsam findet er Zugang zu dem Jungen, der seinen Vater zuvor nie gesehen hat und seine Mutter maßlos vermisst.
In Ostberlin formiert sich weiter der Widerstand auf den Demos. Öffentlich fordert man die Freilassung von inhaftierten politischen Häftlingen, unter anderem auch die von Katja Schell. Auf einer Demo anlässlich des Besuches von Michail Gorbatschow zum 40. Jahrestag der DDR eskaliert die Polizeigewalt und die Demonstranten werden brutal zusammengeschlagen. Unter vielen anderen werden auch Jule Hoffmann, die Tochter des Polizeioffiziers und „Obersts des Innern“ Bernd Hoffmann, und ihr Freund Lutz Baumann vorübergehend festgenommen. Jule muss miterleben, zu welchen Maßnahmen die Ausführungsorgane der Staatsgewalt fähig sind, zu denen theoretisch auch ihr Vater gehört. Traumatisiert kommt sie nach Hause zurück und fasst für sich den Entschluss, sich von niemandem mehr Vorschriften machen zu lassen. Sie packt ihre Sachen und zieht zu Lutz. Ihr Vater ist empört und informiert seinen Vorgesetzten über das „Fehlverhalten“ seiner Tochter. Doch auch er beginnt langsam an seinen Vorgesetzten und der Gesetzgebung zu zweifeln.
Um die Berichterstattung aus der DDR zu forcieren, wollen Micha und Dirk nach Leipzig fahren und Filmaufnahmen von der dortigen Montagsdemo machen. Da sie aber unter ständiger Beobachtung der Stasi stehen, ist es für sie nicht ganz einfach, ohne ihre Verfolger Berlin zu verlassen. Auf dem Weg nach Leipzig überholen sie unzählige Militär-LKWs, was auf ein unmittelbar bevorstehendes massives Eingreifen der Staatsgewalt schließen lässt. In Leipzig angekommen, postieren sich die beiden auf einem Dach, von wo aus sie den Demonstrationszug gut einsehen können. Verwundert stellen sie fest, dass Tausende von Leipziger Bürgern auf den Straßen sind, doch können sie sich nicht lange über ihre Filmaufnahmen freuen, denn Stasibeamte sind ihnen auf den Fersen. Micha und Dirk gelingt es jedoch, sich unter die Demonstranten zu mischen und ihr Filmmaterial erfolgreich an ihren Kontaktmann zu übergeben. Als die Aufnahmen im westdeutschen Fernsehen gezeigt werden, kann die DDR ihre Krise nicht länger leugnen und kündigt Veränderungen in der Staatsführung an. Zunächst dankt Erich Honecker als Staatsratsvorsitzender ab und ernennt Egon Krenz zu seinem Nachfolger.
Unabhängig davon bleibt die Staatssicherheit ihren Aufgaben treu und verfolgt weiter alle Regimegegner. Nach wochenlanger Tortur gelingt es Stasi-Offizier Bert Schäfer, Katja zur Kooperation zu bewegen, doch noch in der Nacht unternimmt sie einen Selbstmordversuch. So erfährt sie nicht, dass am 9. November das DDR-Regime dem Druck nachgibt und die Grenzen öffnet. Von dieser sensationellen Nachricht sind die DDR-Bürger begeistert, die Sicherheitsorgane erweisen sich jedoch als überfordert. In einem endlosen Reisestrom drängen die Berliner Bürger in den Westteil der Stadt. Als auch Jule begeistert Lutz abholen will, findet sie einen Abschiedsbrief. In einem langen Schreiben gesteht er ihr, dass er nur mit ihren Freunden zusammengearbeitet hat, um sie ihm Auftrag der Stasi zu bespitzeln. Zwar sei seine Liebe zu ihr echt, doch wage er nicht, ihr jetzt noch unter die Augen zu treten.
Mit der Maueröffnung hofft Andreas auch auf die Freilassung von seiner Katja. Er geht zusammen mit Sven dem Besucherstrom entgegen und der Junge freut sich nun, seinen Onkel Micha wiederzusehen. Nur seine Mutter finden sie nicht unter den vielen Menschen.
Ein Krankenwagen bringt Katja am nächsten Tag zu einem Taxi, in welchem Andreas und Sven auf sie warten. Alle drei schließen sich unter Tränen, aber glücklich, in die Arme.

## Kritik
„Vor der Kulisse des politischen Geschehens im Herbst 1989 entwickelt das Fernseh-Drama eine Reihe privater Verstrickungen, die die Ereignisse emotional aufladen, dabei von der Bedeutung der „sanften“ Revolution aber eher ablenken. Mag die Darstellung der DDR-Bürgerrechtsbewegung als Generationenkonflikt partiell zutreffen, verfälscht die Fixierung der Geschlechterrollen die historische Wahrheit. Auch die Perfektion, mit der sich der Film um die authentische Wiedergabe äußerer Details bemüht, steht im Widerspruch zu den Rollenklischees, die weder der damaligen DDR-Wirklichkeit gerecht werden noch als Muster für die Gegenwart taugen.“

Etwas positiver sieht das Rainer Tittelbach von tittelbach.tv und schreibt: „Der Sat-1-Zweiteiler entwirft ein großes gesellschaftliches Panorama.“ „Höhepunkt von ‚Wir sind das Volk‘ sind die Szenen jener gigantischen Leipziger Montagdemo, bei der eine ‚Chinesische Lösung‘ befürchtet wurde. Regisseur Berger sind etliche Gänsehaut-Bilder gelungen. Anja Kling spricht denn auch von einer ‚gut erzählten Explosionsgeschichte‘. Neben ihren Knast-Szenen heben vor allem die Aktionen um die beiden Hobbyfilmer […] den in seinem historischen Look herausragenden Film über das Herz-Schmerz-Niveau herkömmlicher Event-Movies. Die Kraft des hoch emotionalen Films gipfelt in den Ereignissen des 9. und 10. Oktober. […] Auch [den Fall der Mauer] zeigt der Film authentisch: die legendäre Reiseregelungs-PK, die nervenaufreibenden Minuten vor der Maueröffnung, die Angst vor Panik und Schüssen. Schließlich der Sieg des Fernsehens […] über die Bedenken der Betonköpfe am Schlagbaum.“

## Auszeichnungen
- 2009: Deutscher Fernsehpreis: Bestes Buch für Silke Zertz
- 2009: Deutscher Fernsehpreis: Beste Schauspielerin in der Kategorie 'Fernsehfilm' für Anja Kling

## Bildträger
Die DVD zum Film erschien am 8. Oktober 2008, also einen Tag nach der Erstausstrahlung des 2. Teils.